# Survivor Series (2014)
Cet article concerne l'édition 2014 du pay-per-view Survivor Series. Pour toutes les autres éditions, voir Survivor Series.
L’édition 2014 des Survivor Series est une manifestation de catch (lutte professionnelle) télédiffusée et visible uniquement en paiement à la séance ainsi que gratuitement sur la chaîne de télévision française AB1. L'événement, produit par la World Wrestling Entertainment (WWE), a eu lieu le 23 novembre 2014 au Scottrade Center à Saint-Louis, dans l'État du Missouri. Il s'agit de la vingt-huitième édition des Survivor Series. Le show sera le onzième pay-per-view de la WWE en 2014 et il fait partie avec le Royal Rumble, SummerSlam et WrestleMania du « The Big Four » à savoir « les Quatre Grands ». Seth Rollins est la vedette de l'affiche officielle (promotionnelle).

## Contexte
Les spectacles de la WWE en paiement à la séance sont constitués de matchs aux résultats prédéterminés par les scénaristes de la WWE. Ces rencontres sont justifiées par des storylines — une rivalité avec un catcheur, la plupart du temps — ou par des qualifications survenues dans les émissions de la WWE telles que Raw, SmackDown, Superstars et Main Event. Tous les catcheurs possèdent une gimmick, c'est-à-dire qu'ils incarnent un personnage gentil ou méchant, qui évolue au fil des rencontres. Un pay-per-view comme Survivor Series est donc un événement tournant pour les différentes storylines en cours.

### Rivalité entre John Cena et The Authority
À Hell in a Cell, John Cena bat Randy Orton pour devenir challenger numéro un au WWE World Heavyweight Championship. Le lendemain à Raw, Stephanie McMahon propose à John Cena de rejoindre The Authority. Ce dernier refuse et par conséquent Triple H organise un match par équipes traditionnel des Survivor Series entre une équipe composée par John Cena et une composée par l'Autorité.  Mr. McMahon annoncera ensuite qui si l'Autorité perd, elle n'existera plus. Après plusieurs agressions sur les membres de la team Cena, Triple H annonce  lors du dernier Smackdown avant le pay-per view (soit 2 jours), une nouvelle stipulation: si l'équipe Cena perd, ils seront tous virés excepté John Cena. À la fin du show ce soir là, la team Autority tabasse toute l'équipe Cena et atomise Ryback d'un chokeslam (Kane) suivi d'un pedigree (Triple H) et d'un curb stomp (Seth Rollins). la team Cena sera composée de John Cena, Ryback, Big Show, Dolph Ziggler et d'Erick Rowan contre la Team The Authority composée de Seth Rollins, Mark Henry, Rusev, Kane et Luke Harper.

### Rivalité entre AJ Lee et Nikki Bella
Le 31 octobre à SmackDown, Nikki avait gagné une bataille royale de divas spéciale Halloween pour devenir aspirante numéro 1 au championnat des Divas détenu par  AJ Lee . Habillée comme un chat noir, Nikki avérait être la malchance pour les autres prétendantes , ainsi que sa propre sœur. Brie, agissant toujours comme assistante personnelle de Nikki à la suite de sa défaite face à Nikki lors de leur match à Hell in a Cell, a été ordonnée de quitter le bâtiment sur une course pour sa jumelle, lui faisant manquer la bataille royale pour devenir aspirante numéro 1 au titre des Divas . 
Les relations tendues avec Brie a même donné à Nikki - ancienne Championne des Divas - un avantage quand il vient à l'esprit des jeux. Après avoir battu Emma lors du Raw du 3 novembre , Nikki a ordonné son assistante de gifler AJ Lee, qui assistait au match depuis la table des commentateurs. La Championne des Divas a répondu en battant Brie, mais elle n'a pas pu rattraper Nikki. lors du Raw du 10 novembre, AJ Lee bat  Brie, mais est ensuite attaquée par Nikki, qui brandie le Championnat des Divas.

### Rivalité entre Bray Wyatt et Dean Ambrose
Lors de Hell in a Cell, Bray Wyatt effectue son retour lors du main event qui opposait Dean Ambrose et Seth Rollins en attaquant Dean Ambrose, ce qui offrit la victoire à Seth Rollins. Lors des RAW suivant, Bray Wyatt envoie de multiples messages à Dean Ambrose lui disant qu'il aime ce côté lunatique et déclenche une guerre psychologique avec The Lunatic Fringe. À la suite de ces messages de Bray Wyatt, un match est décidé lors de Survivor Series entre Dean Ambrose et Bray Wyatt .Pendant plusieurs semaines Bray Wyatt agresse Dean Ambrose et joue avec son esprit en citant : "Tu envoie toujours des cartes à ton père en prison, lui qui t'a abandonné, moi je ne t'abandonnerai pas Dean" et se fut comme sa pendant plusieurs semaines.

## Tableau des matches
| #                                                                | Matchs | Stipulations | Temps |
| ---------------------------------------------------------------- | --- | --- | ----- |
| Kick-off 1                                                       | Fandango bat Justin Gabriel | Match simple | 3:10  |
| Kick-off 2                                                       | Jack Swagger bat Cesaro | Match simple | 5:39  |
| 1                                                                | The Miz et Damien Mizdow battent Goldust et Stardust (c) , The Usos et Los Matadores (avec El Torito)                                                                      | Fatal 4-Way match pour le WWE Tag Team Championship | 15:25 |
| 2                                                                | Team Natalya (Alicia Fox, Emma, Naomi et Natalya) bat Team Paige (Cameron, Layla, Summer Rae et Paige)                                                                     | Traditional Survivor Series Divas Elimination Tag Team Match | 14:35 |
| 3                                                                | Bray Wyatt bat Dean Ambrose par disqualification | Match simple | 14:00 |
| 4                                                                | Adam Rose et The Bunny battent Heath Slater et Titus O'Neil | Match simple par équipe | 02:36 |
| 5                                                                | Nikki Bella bat AJ Lee (c) | Match simple pour le WWE Divas Championship | 00:33 |
| 6                                                                | Team Cena (John Cena, Dolph Ziggler, Big Show, Erick Rowan et Ryback) bat Team Authority (Seth Rollins, Kane, Mark Henry, Rusev et Luke Harper) grâce aux débuts de Sting. | Traditional Survivor Series Elimination Tag Team Match. Si l'Autorité perd, elle sera destituée de ses pouvoirs et si la Team Cena perd ils seront tous virés excepté John Cena. | 43:25 |
| (c) désigne le(s) champion(s) défendant son titre dans le match. | | |       |

## Eliminations

### Team Natalya contre Team Paige
| Élimination   | Catcheuse                                                               | Team                                                                    | Éliminée par                                                            | Manière                                                                 | Temps                                                                   |
| ------------- | ----------------------------------------------------------------------- | ----------------------------------------------------------------------- | ----------------------------------------------------------------------- | ----------------------------------------------------------------------- | ----------------------------------------------------------------------- |
| 1             | Cameron                                                                 | Team Paige                                                              | Naomi                                                                   | Tombé par Backlund Bridge                                               | 6:12                                                                    |
| 2             | Layla                                                                   | Team Paige                                                              | Alicia Fox                                                              | Tombé par tilt-a-whirl backbreaker                                      | 9:29                                                                    |
| 3             | Summer Rae                                                              | Team Paige                                                              | Emma                                                                    | Soumission par Emma Lock                                                | 12:04                                                                   |
| 4             | Paige                                                                   | Team Paige                                                              | Naomi                                                                   | Tombé par Rear View suivi d'un Headscissors Takerdown                   | 14:35                                                                   |
| Survivantes : | Team Natalya (Alicia Fox et Emma et Naomi et Natalya) (équipe complète) | Team Natalya (Alicia Fox et Emma et Naomi et Natalya) (équipe complète) | Team Natalya (Alicia Fox et Emma et Naomi et Natalya) (équipe complète) | Team Natalya (Alicia Fox et Emma et Naomi et Natalya) (équipe complète) | Team Natalya (Alicia Fox et Emma et Naomi et Natalya) (équipe complète) |

### Team Cena contre Team Autorité
| Élimination  | Catcheur                  | Team                      | Éliminé par               | Manière                                                                                        | Temps                     |
| ------------ | ------------------------- | ------------------------- | ------------------------- | ---------------------------------------------------------------------------------------------- | ------------------------- |
| 1            | Mark Henry                | Team Autorité             | Big Show                  | Tombé après Knock-out Punch (KO Punch)                                                         | 0.48                      |
| 2            | Ryback                    | Team Cena                 | Rusev                     | Tombé après Curb Stomp de Seth Rollins et un jumping side kick de Rusev                        | 7:47                      |
| 3            | Rusev                     | Team Autorité             | Dolph Ziggler             | Décompte extérieur après avoir voulu porter un splash a Dolph Ziggler que ce dernier a esquivé | 20:01                     |
| 4            | Erick Rowan               | Team Cena                 | Luke Harper               | Tombé après une Discus Clothesline                                                             | 23:05                     |
| 5            | John Cena                 | Team Cena                 | Seth Rollins              | Tombé après un KO Punch du Big Show                                                            | 24:01                     |
| 6            | Big Show                  | Team Cena                 | N/A                       | Décompte extérieur (abandon)                                                                   | 24:38                     |
| 7            | Kane                      | Team Autorité             | Dolph Ziggler             | Tombé après un Superkick et un Zig Zag                                                         | 28:09                     |
| 8            | Luke Harper               | Team Autorité             | Dolph Ziggler             | Tombé après un Roll-up                                                                         | 30:03                     |
| 9            | Seth Rollins              | Team Autorité             | Dolph Ziggler             | Tombé par Zig Zag et une intervention de Sting                                                 | 43:25                     |
| Survivants : | Dolph Ziggler (Team Cena) | Dolph Ziggler (Team Cena) | Dolph Ziggler (Team Cena) | Dolph Ziggler (Team Cena)                                                                      | Dolph Ziggler (Team Cena) |